# Мальки (мультфильм)
«Мальки́» или «Самозва́нец» (англ. Small Fry) — короткометражный компьютерный мультфильм Pixar 2011 года, режиссёр Энгус Маклейн.

## Сюжет
Бонни и её мама приходят в куриный фастфуд. Вместе с детским обедом Бонни получает игрушку из серии, посвящённой фильму про Базза Лайтера — пряжку Зурга. На её просьбу заменить пряжку на фигурку самого Базза кассир отвечает, что остался только витринный образец и он не продаётся. Разочарованная Бонни идёт обедать, после чего отправляется играть в сухом бассейне вместе с Рексом и Баззом Лайтером, которых она взяла с собой.
Стоящий в витрине мини-Базз жалуется своему соседу, мини-Зургу на скуку, и предлагает сбежать, чтобы поиграть с детьми, но мини-Зург отказывается. Заметив в сухом бассейне Базза, мини-Базз сбегает один и прячется под мячиком. Улучив момент, он бьёт Базза по голове и занимает его место. Уходя из ресторана, мать Бонни забирает его с собой, не заметив подмены. Мини-Базз обманывает доверчивого Рекса, заявив, что его скафандр сел от купания в пластиковом море из мячиков, но дома остальные игрушки тут же понимают, что он самозванец.
Очнувшись после удара, Базз обнаруживает, что остался один в закрытом ресторане. Пытаясь выбраться по вентиляционному коробу, он наступает на незакреплённую решётку и падает прямо в центр круга из игрушек странного вида. Оказывается, он попал на собрание брошенных игрушек из наборов еды, которым руководит боевая русалка Нептуния. Считая, что Базз тоже брошен, она предлагает ему присоединиться к группе. Базз пытается объяснить, что он всего лишь потерян, но его не слушают. Поскольку на данный момент он все равно не видит способа выбраться, ему приходится участвовать в собрании. Нептуния ставит его в пару с пистолетом Альфи Альпенкрюком, стреляющим крюком на тросике, с помощью которого Баззу удаётся добраться до отверстия, в которое он упал.
Дома игрушки ловят и связывают мини-Базза, и им наконец удаётся узнать, что случилось с их другом. Пока остальные разрабатывают планы проникновения в ресторан, Джесси сторожит мини-Базза. Тот заигрывает с ней, что вызывает её недовольство.
В самый разгар обсуждения появляется настоящий Базз, вызывая бурную радость друзей. Он прощает раскаявшегося мини-Базза, и даже сопровождает его на сеанс групповой терапии в родном ресторане.
Во время титров показывают мини-Зурга, беседующего со своей пищащей и мигающей пряжкой.

## Премьера
Это короткая первая премьера с театральным выпуском «Маппеты», 23 ноября 2011 года.

### Домашние СМИ
В июле 2012 года «Самозванец» стала доступна в виде цифровой загрузки на Amazon Video и iTunes. Позже был выпущен 13 ноября 2012 года на DVD и Blu-ray «Коллекция Короткометражных Мультфильмов Pixar Том 2». Он также находится в «История игрушек и ужасов!» «Blu-ray» и «DVD», выпущенном 19 августа 2014 года.